# Moskobija
Moskobija (hebr. מוסקוביה; arab. المسكوبية) – dawny hostel zlokalizowany na Starym Mieście Nazaretu, na północy Izraela.

## Historia

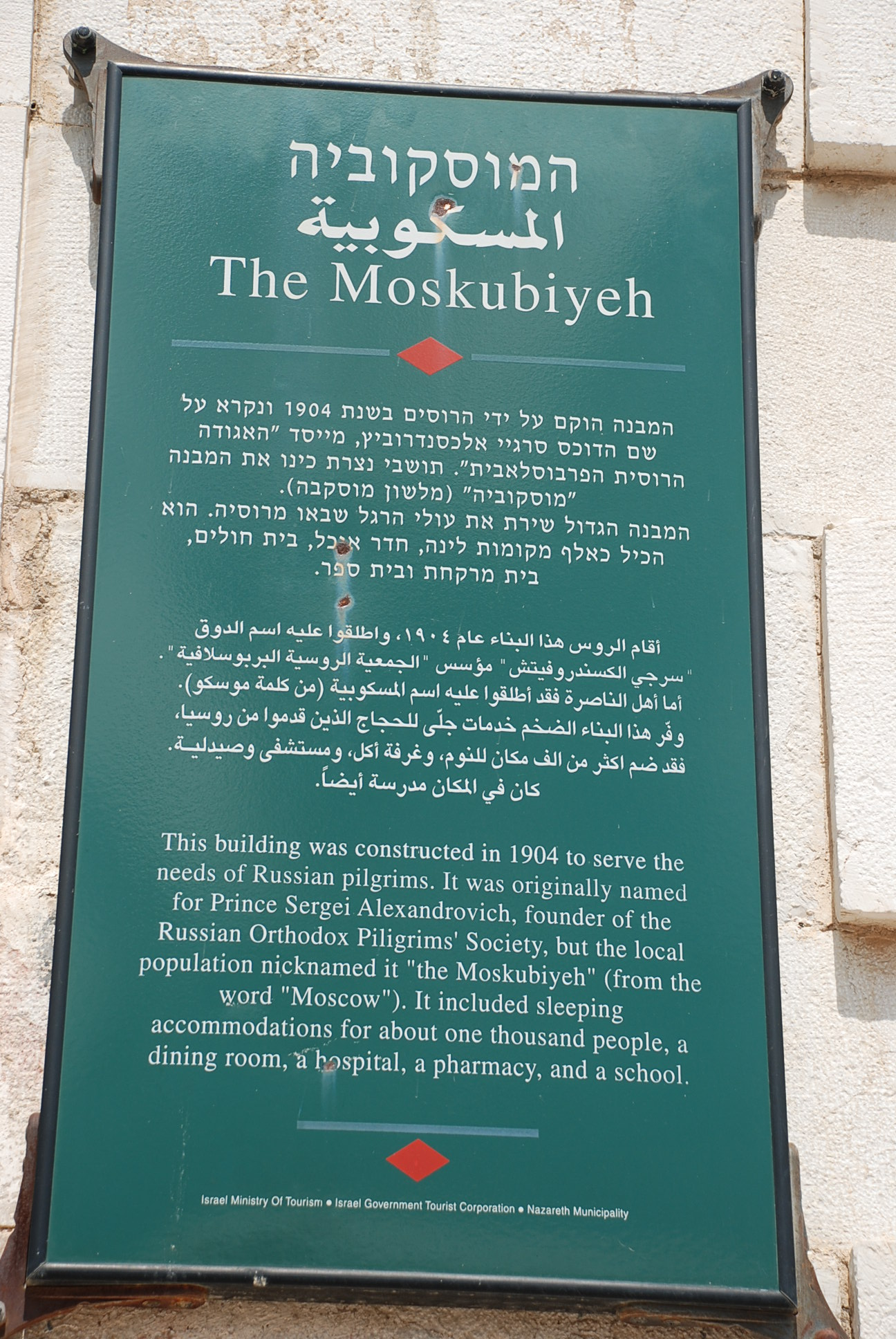
Tablica informacyjna na budynku Moskobii

W drugiej połowie XIX wieku miasto Nazaret zaczęło nabierać coraz większego znaczenia dla Cerkwi prawosławnej, która od 1769 roku miała w mieście swoją Cerkiew Archanioła Gabriela. Do miasta napływało coraz więcej pielgrzymów, dla obsługi których potrzebne były odpowiednie budynki socjalne. Z tego powodu pod koniec XIX wieku zakupiono działkę położoną w pobliżu Źródła Marii w północnej części miasta. W 1904 roku rozpoczęto budowę kompleksu budynków, których projekt opracował architekt Gottlieb Schumacher. Budowę ukończono w 1907 roku i nazwano na cześć księcia Sergiusza Aleksandrowicza Romanowa,  zamordowanego w 1905 roku w Moskwie. Jednak mieszkańcy miasta od samego początku budynek nazywali Moskobija, co wyraźnie nawiązywało do nazwy Moskwa. Kompleks budynków był wykorzystywany jako hostel dla około 1 tys. rosyjskich pielgrzymów i obejmował on jadalnię, szpital, aptekę oraz szkołę z internatem. Po wybuchu w 1914 roku I wojny światowej, a jeszcze bardziej po wybuchu w 1917 roku Rewolucji październikowej, do Palestyny zaczął napływać strumień uciekinierów z Rosji. Za zgodą władz Brytyjskiego Mandatu Palestyny urządzono tutaj ośrodek przyjmujący uciekinierów i udzielający im pomocy. Stopniowo liczba rosyjskich emigrantów malała, a tym samym malało znaczenie budynków Moskobija. W latach 60. XX wieku władze Izraela odkupiły budynki od ZSRR, płacąc za nie dostawami pomarańczy. Następnie budynek był wykorzystywany przez urzędy państwowe, policję, sąd (do 1999 r.) i pocztę.

## Architektura
Moskobija składa się z kilku dwukondygnacyjnych kamiennych budynków otaczających dziedziniec wewnętrzny. Na dziedziniec prowadzą dwie bramy: piesza i samochodowa.